# Улан-Цацык
Улан-Цацык (бур. Улаан Сэсэг — «красный цветок») — село в Оловяннинском районе Забайкальского края России. Административный центр и единственный населённый пункт сельского поселения «Улан-Цацыкское».

## География
Село находится в центральной части района, на правом берегу реки Турги, на расстоянии примерно 44 километров к востоку-юго-востоку (ESE) от посёлка городского типа Оловянная. Абсолютная высота — 667 метров над уровнем моря.
Климат
Климат характеризуется как резко континентальный, с большими колебаниями средних температур зимних и летних месяцев, а также резкими колебаниями температур в течение одних суток. Среднегодовая температура воздуха составляет −1,4 °С. Абсолютный максимум температуры воздуха — 39,2 °С; абсолютный минимум — −45,5 °С. Среднегодовое количество осадков — 342 мм.

## Топонимика
Название Улан-Цацык (бур. Улаан Сэсэг — «красный цветок») первоначально получила образованная здесь в 1928 году сельхозартель, членами которой были буряты. Назвать хозяйство именно так предложил член артели Юндэн Нимаев, мотивируя его произрастанием в этой местности большого количества цветков (бур. сэсэг) саранки, при этом, эпитет «красный» (бур. улаан) отсылал к Октябрьской революции.

## История
Основано в 1929 году.

## Население
| 2010 | 2012 | 2013 | 2014 | 2015 | 2016 | 2017 |
| ---- | ---- | ---- | ---- | ---- | ---- | ---- |
| 462  | ↘440 | ↘417 | ↘389 | ↘356 | ↘345 | ↗346 |
| 2018 | 2019 | 2020 | 2021 |      |      |      |
| ↘345 | ↘321 | ↘300 | ↘279 |      |      |      |

Национальный состав
Согласно результатам переписи 2002 года, в национальной структуре населения буряты составляли 56 % из 619 чел., русские — 42 %.